# Abdulnaser Slil
Abdulnaser Mohammed Slil (ar. محمود مخلوف, ur. 2 września 1981 w Trypolisie) – piłkarz libijski grający na pozycji pomocnika.

## Kariera klubowa
Karierę piłkarską Slil rozpoczął w klubie Al-Ittihad Trypolis. W jego barwach zadebiutował w 2001 roku w pierwszej lidze libijskiej. W swojej karierze siedmiokrotnie zostawał mistrzem kraju w latach 2002, 2003, 2005, 2006, 2007, 2008 i 2009, czterokrotnie zdobywał puchar kraju w latach 2004, 2005, 2007 i 2009 oraz ośmiokrotnie - superpuchar kraju w latach 2002, 2003, 2004, 2005, 2006, 2007, 2008 i 2009.

## Kariera reprezentacyjna
W reprezentacji Libii Slil zadebiutował w 2001 roku. W 2006 roku w Pucharze Narodów Afryki 2006 rozegrał jedno spotkanie, Egiptem (0:3).